# فالتر ريستريبو
فالتر ريستريبو (بالإنجليزية: Wálter Restrepo؛ بالإسبانية: Wálter Restrepo) هو لاعب كرة قدم أمريكي وكولومبي في مركز الوسط، ولد في 21 يونيو 1988 في سان دييغو في الولايات المتحدة. شارك مع منتخب كولومبيا تحت 17 سنة لكرة القدم. أما مع النوادي، فقد لعب مع بثلهام ستييل وديبورتيس توليما وسان أنتونيو سكوربيونز وفيلادلفيا يونيون ونادي سان أنطونيو.

## وصلات خارجية
- فالتر ريستريبو على موقع الدوري الأمريكي (الإنجليزية)
- فالتر ريستريبو على موقع قاعدة بيانات كرة القدم.إي يو (الإنجليزية)
- فالتر ريستريبو على موقع Soccerway.com (الإنجليزية)
- فالتر ريستريبو على موقع AS.com (الإسبانية)